# Апулија
Апулија (итал. Puglia, транскрибовано: Пуља, лат. Apulia) је једна од 20 регија Италије. Налази се у источном делу земље. Главни град је Бари, а познати градови су и Таранто, Фођа, Бриндизи, Лече.
Апулија је позната као „пета“ на „италијанској чизми”.
Садашњи председник регије је Микеле Емилијано.

## Порекло назива
Апулија је добила име по древном народу Апулима, који су настањивали ово подручје у време пре старог Рима. Италијански назив ове покрајине је Пуља.

## Положај
Апулија је и источна и јужна покрајина Италије. Море окружује покрајину са три стране - на северу Јадранско море, на истоку Отрантска врата и на југу Јонско море. Са западне стране налазе се друге италијанске покрајине:
- југозапад - Базиликата
- запад- Кампанија
- северозапад - Молизе

## Природне одлике
Површина покрајине је 19.358 km² и по овоме је Апулија једна од средње пространих италијанских покрајина. Она чини тзв. „пету“ од „италијанске чизме“, која се завршава Отрантским вратима.

### Рељеф
У оквиру Апулије разликује се неколико природних целина у правцу исток - запад. Источни део (53% површине) је равничарско подручје уз море. Међутим, ова равница је прилично сушна, па је пољопривреда развијена на наводњаваном подручју (маслина, агруми, винова лоза). Међутим, крајње избочени део Апулије и Апенинског полуострва, мање полуострво Саленто ("пета“ од „чизме"), је чак има и мочварних крајева. Целина предапенинског побрђа је средња целина и заузима преко готово половину покрајине (45%). Она је позната као Мурђе. То је област винограда и воћњака. Крајње западни и северни део је планински у оквиру система Апенина. Ово је изузетно мала област (1,5% површине покрајине), па је по овоме Апулија „најравнија“ покрајина у целој Италији. Она обухвата планине Дауни и Гаргано у близини Фође.

### Клима
Клима у већем делу Апулије је средоземне. Стога су зиме благе, а лета топла и изразито сушна. Једино је у вишим крајевима клима нешто оштрија.

### Воде
Апулија је изразито приморска италијанска покрајина. Једино острвске покрајине Сицилија и Сардинија имају дужу обалу. На северу покрајина излази на Јадранско море, а на југу на Јонско (источна обала Тарантског залива). На истоку се налази канал 80 km широка Отранска врата између датих мора, која раздвајају Апулију од Балкана. Морска обала је махом равничарска и слабо разуђена. Једино веће полуострво је Гаргано, док се у Јадрану налазе мала острва Тремити. Што се тиче копнених вода Апулија је њима јако сиромашна. Већина водотока је кратка и нестална, па лети често пресуше. Водом мало богатија једино северна трећина покрајине (околина Фође).

## Управна подела
Апулија је подељена у 6 округа, одн. провинција са истоименим градовима као управним средиштима:
- Бари
- Барлета-Андрија-Трани
- Бриндизи
- Лече
- Таранто
- Фођа

## Историја

### Праисторија и антика
У прошлости се северни део звао Апулија, а јужни Калабрија. Име „Калабрија“ се касније користи за „врх“ „италијанске чизме“. Покрајину су насељавали најпре Италски народи народи и Грци, који су ту створили колонију Велика Грчка. У 4. веку п. н. е. Римљани освајају део подручја, а у трећем веку после Пировог рата и потпуно то подручје. Ово подручје је било и поприште Другог пунског рата. Касније, у царско време Апулија се развила у веома развијену покрајину, која је извозила жито и маслиново уље.

### Средњи век
После пада Рима Апулију најпре заузимају Готи, да би ускоро то подручје је било и поприште Готског рата. Потом власт преузимају Лангобарди, па Византија. Захваљујући бројном грчком становништву византинска власт је трајала неколико векова, све до 11. века. Тада се власт усталила у Барију. Међутим, она није била мирна, јер су били стални упади Сарацена.
У 11. веку Нормани освајају Апулију, па Роберт Гвискар оснива 1059. године војводство Апулију. После норманског освајања Сицилије крајем 11. века Палермо постаје средиште норманске власти, а Апулија постаје само део најпре Краљевства Сицилије, а касније Напуљског краљевства. У овом раздобљу становништво се италијанизирало, а католичка црква је потпуно преузела верску власт. Апулија око 1200. постаје омиљено боравиште царева из династије Хоенштауфен, посебно Фридриха II.

### Нови век
На почетку новог века Турци и Млечани имају честе упаде на подручје Апулије, међутим пређашња власт се одржала. Апулија постаје 1861. године део новоосноване Италије. Феудални систем је дуго опстао у сеоским подручјима Апулије, а друштвене и аграрне реформе су биле споре у 19. веку, али су се убрзале у 20. веку. Тако је последњих деценија Апулија изашла из круга најсиромашнијих делова државе.

## Становништво
Данас Апулија има преко 4 милиона становника и то је једна од насељенијих покрајина Италије. То је 2 пута више становника него пре једног века, односно за 5% више него пре 25 година.
Густина насељености је преко 200 ст./км², што је веома слично државном просеку (200 ст./км²). Равничарски део покрајине је знатно гушће насељен него Апенинско подручје на западу или област лагуна и мочвара на крајњем истоку. Посебно је густо насељена „економска кичма“ покрајине, линија Фођа - Андрија - Бари - Бриндизи - Таранто.
Етничка слика У покрајини доминира италијанско становништво, а постоје и мале, али старе заједнице Грка. Услед спорог развоја покрајине у последњим деценијама удео становништва са привременим боравком је мали (1,6%, махом Албанци).
Језик Службени језик је италијански од 1861. године. Међутим, локална наречја италијанског веома се разликују од стандардног језика. Поред тога, сасвим мали део становништва говори и грчки и албански.

## Привреда
Пољопривреда је важна грана, а у задње време индустрија се брзо развија. Главни пољопривредни производи су: маслине, грожђе, житарице, бадеми, смокве, дуван. Од стоке значајан је узгој оваца, свиња, говеда и коза.
Рибари лове рибу у Тарантском заливу и у Јадранском мору. Недостатак воде је један од великих проблема, па се вода допрема из Кампаније.
Од индустрије Апулије значајна је прерада нафте, хемијска индустрија, индустрија цемента, гвожђа и челика, пластике, прерада хране и индустрија вина.
У последње време све је развијенији туризам, који је везан за море и ходочасништво (мошти Светог Николе у катедрали Барија).

## Галерија
Фотографије градова покрајине
- Бари
- Таранто
- Фођа
- Андрија
- Лече
- Бриндизи
- Барлета
- Молфета